# 다나카 히로무
다나카 히로무(일본어: 田中 宏武, 1999년 4월 15일~)는 일본의 축구 선수이다.

## 구단 경력
그는 2021년 J1리그의 홋카이도 콘사돌레 삿포로에 입단했다. 2023년 7월 J2리그의 후지에다 MYFC로 임대 이적했다. 2024년 홋카이도 콘사돌레 삿포로로 복귀했다. 2024년후 J2리그에 강등했다.